# The Keeper of Traken
The Keeper of Traken (El guardián de Traken) es el sexto serial de la 18.ª temporada de la serie británica de ciencia ficción Doctor Who, emitido originalmente en cuatro episodios semanales del 31 de enero al 21 de febrero de 1981. En él aparecen por primera vez Sarah Sutton como la futura acompañante Nyssa y Anthony Ainley como El Amo.

## Argumento
En la TARDIS, el Cuarto Doctor y Adric regresan al universo normal en una zona conocida como la Unión Traken, un imperio de paz y armonía. Les sorprende encontrar una imagen holográfica del anciano Guardián de Traken en la TARDIS pidiéndole al Doctor ayuda. El Guardián le dice que su título está a punto de pasar al cónsul Tremas, dándole acceso a la poderosa Fuente que es el centro del avance tecnológico de Traken, pero siente maldad dentro de él, su mujer Kassia y su hija Nyssa. El Guardián sospecha una conexión con Melkur, una criatura maligna que llegó años atrás a Traken pero fue calcificada en una arboleda en la capital. Desde entonces, Melkur se ha convertido en una especie de símbolo sagrado, y Kassia tenía la tarea de hablar con él y mantenerlo limpio, una tarea que pronto heredará Nyssa...

### Continuidad
The Keeper of Traken reintroduce a El Amo, visto por última vez en The Deadly Assassin (1976), y presenta a Anthony Ainley como Tremas, cuyo cuerpo se convertirá en anfitrión para el nuevo Amo. Ainley volvió a interpretar en prácticamente todas las temporadas posteriores hasta el final de la serie clásica, así como en el especialThe Five Doctors. Nyssa hace su primera aparición en esta historia, aunque técnicamente no se convertirá en acompañante hasta el serial siguiente.
Esta historia comienza una trama argumental con el Amo que continúa en Logopolis (1981) y concluye en Castrovalva (1982), ya con el Quinto Doctor. También se sigue desarrollando la temática de la entropía de aquella temporada. El Doctor menciona la segunda ley de la termodinámica, de mucha relevancia en la Trilogía del E-Espacio y que tomará toda su significancia en Logopolis.
Al final de la historia, el Amo posee a Tremas, cuyo nombre, intencionadamente, es un anagrama de "Master" ("Amo" en inglés). El Amo ha adoptado numerosos pseudónimos durante el transcurso de la serie, normalmente juegos de palabras con la palabra "Master", por ejemplo "Coronel Masters", "Sr. Magister" o "Profesor Thascalos", entre otros.

## Producción
| Episodio          | Fecha de emisión      | Duración | Espectadores en millones | Estado en el archivo  |
| ----------------- | --------------------- | -------- | ------------------------ | --------------------- |
| Episodio 1        | 31 de enero de 1981   | 24:05    | 7,6                      | Cinta original en PAL |
| Episodio 2        | 7 de febrero de 1981  | 24:50    | 6,1                      | Cinta original en PAL |
| Episodio 3        | 14 de febrero de 1981 | 23:49    | 5,2                      | Cinta original en PAL |
| Episodio 4        | 21 de febrero de 1981 | 25:11    | 6,1                      | Cinta original en PAL |
| [ 1 ] [ 2 ] [ 3 ] |                       |          |                          |                       |